# Nacionalni park Bale
Nacionalni park Bale nalazi se u regiji Oromiji, u Etiopiji, udaljen je oko 350 - 400 km jugoistočno od glavnog grada Adis Abebe. 

## Zemljopisne osobine
Park je osnovan 1970., prostire se na oko 2.200 km², na zapadu i jugozapadu od grada Gobe u zoni Bali. Unutar parka nalazi se gorje Bale s jednom od najviših planina Etiopije - planinom Batuom.
Planine Bale imaju tri različite ekoregije: sjevernu visoravan sa savanom, središnji dio visoravni Saneti, prosječne visine preko 4000 m, te južni dio šume Harene poznate po brojnim sisavcima, vodozemcima i pticama, uključujući mnoge endemske vrste. Središnja visoravan Saneti stanište je najvećeg broja primjeraka rijetkog i ugroženog etiopskog vuka.
Ugrožena vrsta afrički divlji pas (Lycaon pictus) nekoć je imao stanište u parku (zadnji primjerak je viđen 1990.), ali danas je gotovo izgnan iz parka zbog naseljavanja ljudi u ovoj kraj.
Kao i kod ostalih nacionalnih parkova u Etiopiji, i Nacionalnom parku Bale prijeti sve veća opasnost od naseljavanja lokalnog siromašnog stanovništva unutar granica parka. U listopadu 2002., objavljeno je da je gotovo 20.000 osoba krenulo iz okolnih zona prema Parku, pa postoji opravdana bojazan da je njihova prisutnost povećati uništavanje okoliša.

## Pogledajte i ovo
- Nacionalni parkovi u Etiopiji

## Vanjske poveznice
- Bale Mountain National Park  Arhivirana inačica izvorne stranice od 1. siječnja 2012. (Wayback Machine)(engl.)
- The National Parks of Ethiopia: Bale Mountains Park - Part I (Addis Tribune)(engl.)
- The National Parks of Ethiopia: Bale Mountains Park - Part II: Harena Forest (Addis Tribune)(engl.)